# Persona 4
Persona 4 (яп. ペルソナ4 Пэрусона Фо:), выпущенная за пределами Японии под названием Shin Megami Tensei: Persona 4, — ролевая компьютерная игра, разработанная и изданная Atlus для PlayStation 2, хронологически пятая в линейке Persona, одного из ответвлений серии Megami Tensei. Persona 4 вышла в Японии в июле 2008 года, в декабре — в Северной Америке, релиз в Европе состоялся в марте следующего года.
Действие игры Persona 4 в отличие от предыдущей игры серии происходит не в крупном городе, а в вымышленном сельском городке Инаба, но игровая механика в обеих играх во многом схожа. Главный герой — старшеклассник, на год переехавший из крупного города в сельскую местность. В ходе этого года он оказывается втянут в расследование убийств и получает способность вызывать Персон, особых магических сущностей, носящих имена древних богов, демонов или героев.
Выход игры в Японии сопровождался продажами разнообразной фанатской продукции: костюмами персонажей и их аксессуарами. В Северной Америке вместе с игрой распространялся диск с избранными композициями из игры и, в отличие от Persona 3, европейская версия также сопровождалась диском с саундтреком. Музыка к игре была написана Сёдзи Мэгуро, а вокальные партии исполнены Сихоко Хиратой. С сентября 2008 года начался выход манга-версии игры в журнале Dengeki Black Maoh, а в октябре 2011 года началась трансляция аниме-сериала.
12 июня 2022 стало известно, что Persona 4 Golden выйдет на Xbox Series X/S и Xbox One, вместе с Persona 3 Portable и Persona 5 Royal. 28 июня на Nintendo Direct Mini было сказано, что игры также выйдут на Nintendo Switch. Релиз состоялся 19 января 2023 года.

## Сюжет
11 апреля 2011 года, протагонист прибывает в Инабу, где он должен прожить год. Герой поселяется у родственников: дяди Рётаро Додзимы, полицейским детективом и его 7 летней дочери Нанако, поскольку его родители работают за границей. Сразу после его прибытия начинают происходить странные вещи: одна телеведущая погибла и её тело повесили на антенну; Саки Кониси, старшеклассница, обнаружившая тело, позже сама была найдена мертвой, подвешенной вверх ногами на телефонном столбе. После того, как главный герой и его друзья случайно попадают в мир телевидения, они встречают медведя Тэдди, который помогает им свободно перемещаться между телевизором и реальным миром. Они пробуждают свои способности Персоны, понимая, что убийства происходят из-за нападений Теней, существ, обитающих в Телемире, созданных из подавленных эмоций, и способны спасти несколько потенциальных жертв. Ёсукэ, Тиэ, Юкико, Кандзи, Рисэ и Тэдди один за другим приходят к тому, чтобы принять те части своей души, которые они отвергли, которые проявляются как гигантские Тени в Телемире, что позволяет им владеть Персонами, пока каждый присоединяется к группе по очереди. Мицуо Кубо, ученик другой старшей школы, который пропал после смерти Кинсиро Морооки, сквернословящего классного руководителя главного героя, утверждает, что виновен в убийствах; в конце концов выяснилось, что Кубо убил только Морооку и не играл никакой роли в других убийствах, убив Морооку просто для того, чтобы получить признание за другие убийства. Наото Сироганэ, известный на всю страну как «Принц-детектив», расследующий это дело, также спасается и получает Персону, и присоединяется к группе, которая узнает, что «он» на самом деле девушка, которая приняла мужскую идентичность, чтобы избежать сексизма полиции.
События достигают апогея, когда Рётаро Додзима ошибочно обвиняет главного героя в причастности к убийствам. Пока протагониста допрашивают, Нанако похищают, в результате чего Рётаро отправляется в автомобильную погоню с преступником. Погоня заканчивается, когда они оба разбиваются; похититель сбегает с Нанако через телевизор в его грузовике в Телемир, и тяжело раненый Рётаро умоляет протагониста и его друзей спасти её. Группа выслеживает их в Телемире; виновником оказался Таро Наматаме, у которого пробудилась Персона Кунино-Сагири, который нападает на них, но терпит поражение, и он и Нанако отправляются в больницу Инабы. Во время пребывания Нанако в больнице туман сохраняется в реальном мире сверх установленного срока, вызывая панику среди жителей Инабы. Когда кажется, что Нанако умирает, группа яростно противостоит Наматаме, и псевдо-Тень Наматаме появляется на Полуночном канале, чтобы побудить опустошенную и эмоционально уязвимую группу бросить его; как главный герой, игрок должен помочь остальным осознать, что Наматаме не убийца, указав на отсутствие надлежащего мотива, и впоследствии определить, что помощник Рётаро, Тору Адати, является истинным убийцей. Решение бросить Наматаме в телевизор приводит к тому, что Нанако остается мертвой, а пощадив его, она чудесным образом оживает. Неспособность установить личность настоящего убийцы приводит к тому, что тайна остается нераскрытой. Убийство Наматаме или неспособность раскрыть тайну приводит к постоянному продолжающемуся туману, который в конечном итоге приведет к гибели человечества.
Поняв, что Адати предатель, группа преследует его и находит в Телемире. Адати объясняет, что его действия были вызваны как скукой, так и верой в то, что человечеству лучше верить в то, что оно хочет; его заявления отклоняются партией как разглагольствования сумасшедшего. После битвы с Адати им управляет Амэно-сагири, который показывает, что туман вреден для людей и в конечном итоге заставит человечество впасть в постоянное состояние невежества и превратиться в Тени. После своего поражения он соглашается рассеять туман, поздравляя группу с их решимостью. Побежденный, раненый Адати соглашается взять на себя ответственность за свои действия и сдается. Игра переходит в следующий день, когда главный герой должен отправиться домой. Если игрок возвращается к Додзимам, игра заканчивается тем, что группа провожает главного героя, когда он уезжает из Инабы. В качестве альтернативы, если игрок сможет определить необъяснимую причину Полуночного канала и попытаться разрешить этот элемент сюжета, главный герой встречается с партией, и вместе они решают окончательно закрыть дело.
Протагонист противостоит дежурному на заправке, встреченному в начале игры, который оказывается Идзанами, «проводником» событий игры. Причина повторяющегося тумана установлена как попытка создать мир иллюзий путем слияния телевизионного мира с миром людей, и все это «ради» человечества. Группа выслеживает Идзанами в Телемире и сражается с ним, но сначала не может победить; Побежденному протагонисту придают силы узы, которые он выковал с окружающими, и с этой силой пробуждает новую Персону — Идзанаги-но-Оками, которую он использует, чтобы победить Идзанами. При этом туман в каждом мире рассеивается, и Телемир возвращается в свою первоначальную форму. Игра заканчивается тем, что партия  провожает главного героя на следующий день, а сцена после титров показывает, что группа решает остаться друзьями навсегда, когда главный герой рассматривает фотографию себя с друзьями.

### Golden
В отличие от ванильной версии, в игру добавлено две новые социальные связи; Адати, чудаковатый помощник Додзимы и полицейский детектив, и Мари, таинственная девушка, которая становится помощницей в Бархатной Комнате и желает раскрыть свои потерянные воспоминания. Если игрок продвигает социальную связь Адати до определённого уровня, ему предоставляется выбор скрыть его личность как убийцу от остальной части Следственной группы, тем самым оставляя тайну неразгаданной. В последний день пребывания главного героя в Инабе он может решить посетить Адати и уничтожить важную улику, связанную с этим делом. Затем Адати шантажирует протагониста, угрожая арестовать его за уничтожение улик, если он не ответит на его звонки. Окончание игры затем разыгрывается так же, как и после титров, главный герой проходит мимо Адати на железнодорожном переезде. Он сжимает телефон в руке, и на лице Адати появляется ухмылка.
После того, как Следственная группа побеждает Амэно-сагири, Мари исчезает из Бархатной Комнаты, и Маргарет обещает найти её в качестве главного героя. Группа расследований решает вместе покататься на лыжах, во время чего натыкается на хижину с телевизором внутри. Телевизор оказывается порталом в Полый лес, куда сбежала Мари. Когда Пустой Лес находится на грани разрушения, группа расследований бросается спасать её; если они этого не сделают, Мари исчезнет из их памяти. Они находят Мари, которая показывает, что она — Кусуми-но-Оками, созданная, чтобы действовать в качестве шпиона Амэно-сагири, чтобы узнать, чего желает человечество; после победы над Амено-сагири туман теперь поглощен её телом. План Мари состоит в том, чтобы убить себя, чтобы туман больше не распространялся по миру, но группа расследований отказывается позволить ей умереть, победив её и освободив от контроля тумана.
После победы над Идзанами-но-Оками Мари показывает, что она на самом деле Идзанами-но-Микото, которая изначально хотела защитить человечество и исполнить его желания, но когда люди изменились и перестали желать правды, её желания разделились на неё и Идзанами-но-Оками. Когда с ней слились Кунино-сагири, Амэно-сагири и Идзанами-но-Оками, она снова становится целостной и исчезает из Бархатной Комнаты. Если истинный финал разыграется, игра перейдет в конец августа, через пять месяцев после последней сцены истинного финала и через два месяца после событий Persona 4 Arena Ultimax, где главный герой возвращается в Инабу на лето. Выйдя из железнодорожного вокзала, они обнаруживают, что Наматамэ баллотируется на пост мэра, чтобы искупить свои предыдущие действия. Протагонист в конце концов встретится со своими друзьями, которые изменились с момента их последней встречи, и направится в дом Додзимы, где Рётаро организовал вечеринку-сюрприз.
Во время пира протагонист узнает о последних изменениях в районе: Адати стал образцовым заключенным, и видит Мари в новостях как популярную новую девушку-метеоролога. В зависимости от выбора игрока, она может также признаться ему в любви, в то время как основная группа наблюдает за ними, к их большому недоверию. Затем Нанако шепчет всем что-то на ухо, прежде чем они все приветствуют главного героя «дома». Когда остальная часть следственной группы начинает критиковать кандзи за то, что он говорит что-то иное, чем все остальные, главный герой отвечает яркой улыбкой, а новая сцена после титров показывает ещё одно групповое изображение главного героя и его друзей, включая Мари, которые все вместе улыбаются.

## Игровая механика
Как и предыдущая игра серии, Shin Megami Tensei: Persona 3, Persona 4 сочетает в себе элементы традиционных ролевых игр и симулятора. Главный герой Persona 4 — подросток, управляемый игроком. Действие игры развивается на фоне традиционного японского школьного года. Вне ключевых событий главный герой посещает школу и может общаться с другими учениками или своими знакомыми, заняться подработкой, чтобы заработать деньги, или принять участие в других событиях. Также герой может войти в «Телемир» (англ. TV World), альтернативную реальность, где и происходит боевая часть игры с исследованием подземелий. Каждый день в Persona 4 разбит на несколько периодов, таких как «Утро», «После школы» или «Вечер». Некоторые действия можно совершать только в определённое время. Кроме того, возможность участия в некоторых событиях зависит от дня недели и/или погоды.
Проводя время с разными людьми, главный герой налаживает «социальные связи» (англ. Social Links), отражающие отношения с окружающими. Каждая из связей соответствует одной из старших аркан колоды Таро. При установлении связи ей присваивается ранг 1. В ходе общения с соответствующим персонажем он будет расти до значения MAX (10). Социальные связи дают бонусы при создании новых персон в Бархатной комнате. Так же связи зависят от 5 характеристик главного героя: понимания (англ. Understanding), усердия (англ. Diligence), храбрости (англ. Courage), знаний (англ. Knowledge) и выразительности (англ. Expression), — каждая из которых увеличивается в ходе игры при совершении определённых действий, например, работы и посещения кружков. Эти же характеристики могут влиять на действия персонажа и вне социальных связей.
Сюжет Persona 4 связан с исчезновением отдельных персонажей из настоящего мира и их попаданием в Телемир, что герои отслеживают, смотря «Полуночный канал». Прогноз погоды на неделю показывает, сколько у игрока есть времени на завершение задания. Последовательность из нескольких туманных дней является окончательным сроком для спасения похищенного. Игра заканчивается, если игрок не успевает спасти похищенного в нужное время, но игра предоставляет возможность вернуться на неделю назад и переиграть события. В Телемире игрок исследует случайно сгенерированные подземелья, каждое из них имеет различный дизайн, зависящий от похищенной жертвы. Подземелья делятся на этажи, на каждом из которых находятся Тени, с которыми сражаются герои, и сундуки с сокровищами, содержащие полезные вещи или снаряжение.

### Боевая система
В Телемире игрок сражается с Тенями в разных зданиях, продвигаясь на верхний этаж, где находится украденный человек. Игрок управляет персонажем при перемещении по этажам. При столкновении с одной из Теней включается боевой режим. В случае, если игрок успевает ударить противника до включения боевого режима, оставаясь незамеченным, он получает «инициативу» — возможность ударить в битве первым. Боевая система является пошаговой, как и в других играх серии Shin Megami Tensei. Каждый персонаж, участвующий в битве, может нанести простой удар, встать в защитную стойку, использовать один из навыков или задействовать предмет из инвентаря. Игрок может непосредственно управлять всеми членами группы или, воспользовавшись командами «Тактики», дать общие указания по поведению в бою для сопартийцев.
Атакующие способности делятся на разные типы, например, «огонь», «ветер», «физические» или «всемогущие». Противники игрока могут иметь слабость к одному из них, и иммунитет к другому. Если ударить в слабое место противника, он будет сбит с ног и атакующий сможет провести дополнительную атаку. Если все враги будут сбиты с ног, то появится возможность использовать «Решительное наступление» (англ. All-Out Attack), мощную атаку, в которой все персонажи игрока одновременно атакуют всех врагов. В конце битвы игроки получают опыт и вещи, а также иногда возможность получить новую Персону. После некоторых битв появляется возможность повернуть одну из карт старшей арканы: в зависимости от того, какая карта и как она ляжет, на всю группу персонажей будет наложен дополнительный эффект, например, восстановится здоровье, улучшатся или ухудшатся характеристики одной из Персон.

### Персоны
Каждый персонаж в группе может призывать персон, сущностей, обладающих своими собственными уникальными способностями и набором сильных и слабых сторон. Персоны получают в бою опыт и изучают новые навыки при получении уровней. Персоны, принадлежащие спутникам главного героя, могут эволюционировать в ходе событий, связанных с этим персонажем. Поменять соответствующие персонажам персоны игрок может только для главного героя, обладающего уникальной в игре способностью запоминать сразу несколько персон и даже переключаться между ними в бою. Герой может посетить Бархатную комнату, в которой сможет создать новых персон, соединив 2-е или более, из уже имеющихся у него; новая персона при этом унаследует часть навыков исходных. Каждая персона связана с одной из карт старшего аркана Таро. При создании персоны, принадлежащей к аркане, у которой развита соответствующая социальная связь, даётся бонус. Чем ранг связи выше, тем больше опыта она получит в начале. Кроме того, каждый игровой день есть дополнительные бонусы для слияния персон, такие как получение определённого навыка.

## Разработка
По словам руководителя проекта игры Кацуро Хасино, несмотря на то, что идеи появились ранее, разработка Persona 4 не начиналась до выхода Persona 3. Команда разработчиков осталась прежней, все сохранили свои места с предыдущей игры, и в то же время были наняты новые люди, являющиеся «фанатами Persona 3». Atlus старался улучшить одновременно и механику, и сюжет Persona 3 в новой игре, чтобы игра не стала просто копией предшественницы. Хасино сказал, что «чтобы достичь этого, мы старались дать игрокам Persona 4 ясную цель и чувство небессмысленности, что будет мотивировать их по всему ходу игры. Сюжет, построенный на расследовании убийств, — наш способ сделать это». Отзывы игроков о Persona 3 и Persona 3: FES оказали «большую помощь», так же как и более 2 000 комментариев сотрудников фирмы на внутреннем корпоративном портале. На сюжет Persona 4, по словам Хасино, оказали сильное влияние работы Артура Конан Дойля, Агаты Кристи и Сэйси Ёкомидзо. «Обнаружение странных трупов в сельской глуши, и… история, отражающая японскую мифологию» — привычные детали японских мистических романов, отражённые в игре. Persona 4 впервые была официально заявлена в японском игровом журнале Famitsu в марте 2008 года. Статья содержала информацию о детективном сюжете игры, сельском окружении и новой погодной системе. Дата выхода игры в Северной Америке была объявлена на Anime Expo 2008 в Лос-Анджелесе. Atlus также объявил, что версии, подобной Persona 3 FES — с дополнительным содержанием, у игры не будет.
Дизайн Инабы сделан на основе городка у подножия Фудзи. Он даже послужил поводом для конфликта между разработчиками игры, так как «у каждого члена команды было своё представление о сельском городке», как сообщил Кацуро Хасино. Вся команда отправилась на «охоту за местностью», чтобы выбрать дизайн Инабы. Инаба представляет собой не «сельский городок, наводнённый толпой туристов», а скорее непримечательное «место в нигде». Хасино описал город, как являющийся «к лучшему ли, к худшему ли… заурядный городок». В обличье от других ролевых игр, в которых игрок может исследовать большие пространства, действие Persona 4 в основном происходит в пределах Инабы. Это уменьшило стоимость разработки, и дало возможность Atlus «расширить другие части игры». Центральная часть сеттинга позволяет игрокам наблюдать за ежедневной жизнью, проходящей в игре. Чтобы при этом действие не наскучило игроку, разработчики создали ряд внутриигровых событий, происходящих время от времени и нарушающих повторяющееся течение времени.
Несмотря на проживание в сельской местности, персонажи Persona 4 были проработаны так, чтобы выглядеть и звучать, как «нормальные» и «современные подростки», согласно главному редактору Ничу Марагосу. «Персонажи не являются полнейшими деревенщинами… Им просто случилось жить не в крупном городе». Во время интервью членов команды разработчиков Persona 4 редактор 1UP.com Эндрю Фитч заметил, что у персонажей, переехавших из города — Юсукэ и главного героя — «более стильные» причёски, чем у других. Художественный директор Сигэнори Сиэдзима использовал причёски, чтобы показать различия между персонажами. «В случае Юсукэ, в частности, я добавил ему аксессуары, такие как наушники и велосипед, чтобы сделать его городское происхождение более очевидным».

### Музыка
В основном вся музыка к игре была написана Сёдзи Мэгуро, но 4 трека были созданы Ацуси Китадзё, а 3 других — Рётой Кодзукой (1 композиция и 2 аранжировки). Все вокальные партии исполнила Сихоко Хирата. Мэгуро посчитал, что она способна отразить весь диапазон эмоций при исполнении саундтрека. Слова были написаны Рэйко Танакой, о которой Мэгуро отозвался как «пишущей замечательные англоязычные слова». Изначально Мэгуро сообщили лишь общие наброски и планы относительно сюжета, так что он работал над музыкой параллельнно разработке сюжета и написанию диалогов, начиная с общей формы песен, а затем прорабатывая детали. По словам Мэгуро, песни «Pursuing My True Self» (рус. Преследуя истинного себя) и «Reach Out to the Truth» (рус. Дотянуться до правды) были созданы, чтобы отражать внутренний конфликт внутри главных героев; первая песня, играющая во время заставки игры, помогает понять проблемы персонажей, а вторая, используемая в битвах, отражает «силу этих персонажей, с которой они справляются со своими внутренними битвами». Музыкальная тема «Aria of the Soul», использованная в Бархатной комнате, детали, общей для всех игр серии Persona, осталась практически неизменной, Мэгуро указал, что «форма этой мелодии была достаточно определённой» с предыдущих игр серии.
Альбом с саундтреком Persona 4 вышел на двух дисках 23 июля 2008 года. Выход игры в Северной Америке также сопровождался выпуском музыкального альбома, состоящего из двух «сторон»: Side A и Side B. Диск Side A прилагался бонусом к каждой игре, тогда как Side B входил в комплектацию Persona 4 Social Link Expansion Pack, продаваемую эксклюзивно на сайте Amazon.com. Как и для Persona 3, был выпущен альбом ремиксов оригинального саундтрека Reincarnation 26 октября 2011 года.
| №                   | Название                                                                             | Длительность |
| ------------------- | ------------------------------------------------------------------------------------ | ------------ |
| 1.                  | «Pursuing My True Self» (вокал Сихоко Хирата)                                        | 1:26         |
| 2.                  | «記憶の片隅» (Kioku no katasumi; Corner of Memories)                                 | 1:11         |
| 3.                  | «Welcome to the Limousine»                                                           | 0:26         |
| 4.                  | «全ての人の魂の詩» (Subete no hito no tamashii no shi; The Poem of Everyone’s Souls) | 5:38         |
| 5.                  | «New Days»                                                                           | 2:18         |
| 6.                  | «Signs of Love»                                                                      | 3:01         |
| 7.                  | «マヨナカテレビ» (Mayonaka-terebi; Midnight Channel)                                 | 1:18         |
| 8.                  | «Your Affection»                                                                     | 2:52         |
| 9.                  | «Like a Dream Come True»                                                             | 2:37         |
| 10.                 | «そこにいるのは誰?» (Soko ni iru no wa dare?; Who’s There?)                          | 1:52         |
| 11.                 | «Reach Out To The Truth -First Battle-»                                              | 2:57         |
| 12.                 | «SMILE»                                                                              | 3:23         |
| 13.                 | «Backside of the TV»                                                                 | 2:54         |
| 14.                 | «推理» (Suiri; Reasoning)                                                            | 3:22         |
| 15.                 | «Castle»                                                                             | 2:38         |
| 16.                 | «狂気の境界線» (Kyōki no kyōkaisen; Borderline of Madness)                           | 2:19         |
| 17.                 | «I’ll Face Myself -Battle-»                                                          | 3:00         |
| 18.                 | «I’ll Face Myself»                                                                   | 2:41         |
| 19.                 | «Muscle Blues»                                                                       | 1:29         |
| 20.                 | «It’s SHOW TIME!»                                                                    | 0:51         |
| 21.                 | «人の夫» (Hito no otto; Someone Else’s Man)                                          | 1:40         |
| 22.                 | «ケロリンMAGIC!» (Kerorin MAGIC!; Quelorie Magic!)                                   | 1:04         |
| 23.                 | «Sauna»                                                                              | 2:04         |
| 24.                 | «覚醒» (Kakusei; Awakening)                                                          | 1:24         |
| 25.                 | «Reach Out to the Truth»                                                             | 2:48         |
| Общая длительность: | Общая длительность:                                                                  | 57:15        |

| №                   | Название                                                     | Длительность |
| ------------------- | ------------------------------------------------------------ | ------------ |
| 1.                  | «Reach Out to the Truth -Instrumental Version-»              | 1:32         |
| 2.                  | «Specialist»                                                 | 2:13         |
| 3.                  | «Theater»                                                    | 1:53         |
| 4.                  | «Heartbeat, Heartbreak»                                      | 2:15         |
| 5.                  | «Youthful Lunch»                                             | 1:42         |
| 6.                  | «Game»                                                       | 2:39         |
| 7.                  | «ZONE TIME»                                                  | 1:33         |
| 8.                  | «A New World Fool»                                           | 4:18         |
| 9.                  | «霧» (Kiri; Fog)                                             | 3:56         |
| 10.                 | «Period»                                                     | 1:01         |
| 11.                 | «ジュネスのテーマ» (Junesu no tēma; Junes Theme)             | 1:39         |
| 12.                 | «心の力(P4ver.)» (Kokoro no chikara; The Power of the Heart) | 1:59         |
| 13.                 | «The Path is Open (P4ver.)»                                  | 1:50         |
| 14.                 | «夢想曲» (Musō kyoku; Reverie)                               | 2:23         |
| 15.                 | «How Much?»                                                  | 1:20         |
| 16.                 | «Secret Base»                                                | 2:30         |
| 17.                 | «Heaven»                                                     | 3:00         |
| 18.                 | «Alone»                                                      | 2:00         |
| 19.                 | «推理-another version-» (Suiri; Reasoning -Another Version-) | 0:44         |
| 20.                 | «Long Way»                                                   | 2:24         |
| 21.                 | «Omen»                                                       | 0:54         |
| 22.                 | «回廊» (Kairō; Corridor)                                     | 2:20         |
| 23.                 | «The Almighty»                                               | 4:39         |
| 24.                 | «The Genesis»                                                | 7:51         |
| 25.                 | «I’ll Face Myself -Another Version-»                         | 1:44         |
| 26.                 | «Never More»                                                 | 6:40         |
| 27.                 | «Electronica In Velvet Room»                                 | 4:45         |
| Общая длительность: | Общая длительность:                                          | 1:11:45      |

| №                   | Название                                | Длительность |
| ------------------- | --------------------------------------- | ------------ |
| 1.                  | «Pursuing My True Self»                 | 1:27         |
| 2.                  | «Aria of the Soul»                      | 5:38         |
| 3.                  | «New Days»                              | 2:17         |
| 4.                  | «Your Affection»                        | 2:52         |
| 5.                  | «Who's There?»                          | 1:53         |
| 6.                  | «Reach out to the Truth -Inst version-» | 1:32         |
| 7.                  | «Castle»                                | 2:39         |
| 8.                  | «Border of Insanity»                    | 2:19         |
| 9.                  | «I'll Face Myself -Battle-»             | 3:01         |
| 10.                 | «Muscle Blues»                          | 1:27         |
| 11.                 | «Sauna»                                 | 2:04         |
| 12.                 | «Striptease»                            | 1:54         |
| 13.                 | «Heartbeat, Heartbreak»                 | 2:15         |
| 14.                 | «Game»                                  | 2:40         |
| 15.                 | «A New World Fool»                      | 4:20         |
| 16.                 | «Reach out to the Truth»                | 2:48         |
| 17.                 | «Junes Theme»                           | 1:42         |
| 18.                 | «Traumerei»                             | 2:23         |
| 19.                 | «Secret Base»                           | 2:33         |
| 20.                 | «Heaven»                                | 3:01         |
| 21.                 | «Deduction -another version-»           | 0:44         |
| 22.                 | «Long Way»                              | 2:24         |
| 23.                 | «The Almighty»                          | 4:40         |
| 24.                 | «Never More»                            | 6:37         |
| Общая длительность: | Общая длительность:                     | 1:05:05      |

| №   | Название                                | Длительность |
| --- | --------------------------------------- | ------------ |
| 1.  | «Reach Out to the Truth -First Battle-» |              |
| 2.  | «Strength of Heart (P4 ver.)»           |              |
| 3.  | «Welcome to the Limousine»              |              |
| 4.  | «Signs of Love»                         |              |
| 5.  | «Midnight Channel»                      |              |
| 6.  | «Like a Dream Come True»                |              |
| 7.  | «Smile»                                 |              |
| 8.  | «I'll Face Myself»                      |              |
| 9.  | «It's Showtime!»                        |              |
| 10. | «Someone Else's Man»                    |              |
| 11. | «Quelorie Magic!»                       |              |
| 12. | «Awakening»                             |              |
| 13. | «Specialist»                            |              |
| 14. | «Youthful Lunch»                        |              |
| 15. | «Studio Backlot»                        |              |
| 16. | «Deduction»                             |              |
| 17. | «Zone Time»                             |              |
| 18. | «The Fog»                               |              |
| 19. | «Results»                               |              |
| 20. | «The Path is Open (P4 ver.)»            |              |
| 21. | «How Much?»                             |              |
| 22. | «Alone»                                 |              |
| 23. | «Omen»                                  |              |
| 24. | «Corridor»                              |              |
| 25. | «The Genesis»                           |              |
| 26. | «I'll Face Myself -another version-»    |              |
| 27. | «Glimpse of a Memory»                   |              |
| 28. | «Electronica of the Soul»               |              |

| №   | Название                    | Длительность |
| --- | --------------------------- | ------------ |
| 1.  | «Pursuing My True Self»     | 3:05         |
| 2.  | «Heartbeat, Heartbreak»     | 4:05         |
| 3.  | «Like a dream come true»    | 3:43         |
| 4.  | «I'll Face Myself -Battle-» | 5:17         |
| 5.  | «Reach Out To The Truth»    | 4:21         |
| 6.  | «Your Affection»            | 4:03         |
| 7.  | «夢想曲 ~Reverie~»          | 3:16         |
| 8.  | «SMILE»                     | 5:01         |
| 9.  | «Heaven»                    | 4:20         |
| 10. | «Signs of Love»             | 3:09         |
| 11. | «specialist»                | 4:03         |
| 12. | «Never More»                | 6:29         |

### Persona 4: The Golden
Версия игры Persona 4: The Golden была заявлена в августе 2011 года как ремейк Persona 4 для портативной консоли PlayStation Vita. Изначально планировалась разработка подобной игры для PlayStation Portable по аналогии с Persona 3 Portable, что потребовало бы удаления части возможностей версии для PlayStation 2. Но Vita предоставляет достаточно возможностей для расширения игры. Persona 4 Golden — расширенная версия оригинальной игры с добавлением новых игровых возможностей и сюжетных деталей. В основную историю были введены новый персонаж — девушка Мари, а также связанное с ней отдельное подземелье и две новых арканы социальных связей — Шут (Тору Адати) и Аэон (Мари). В сюжет так же было добавлено зимнее время (в оригинальной версии после достижения 25 декабря игра автоматически «проматывалась» до 20 марта), взаимодействие со скутерами и вытекающие из этого дополнительные локации — города Окина и пляж. После первого прохождения открываются настраиваемые параметры сложности, где можно указать желаемую сложность битв, количество получаемых денег и опыта и многое другое. Игра поддерживает сетевые возможности Vita, позволяя позвать на помощь других игроков на время битв в подземельях.
Старый игровой процесс так же подвергся переработке. Слабости некоторых противников, как и сложность отдельных боссов, были изменены. Для персонажей основной партии были так же введены третьи стадии эволюции персон и костюмы, которые как и аналоги в Persona 3, влияют только на внешний вид персонажей, но не на их характеристики.
Релиз игры в Японии состоялся 14 июня 2012 года, 20 ноября 2012 года в Северной Америке и 22 февраля 2013 года в Европе. Релиз игры спровоцировал гигантский скачок продаж консоли PlayStation Vita по всему миру. Продажи игры оказались так же достаточно высокими, в одной Японии было продано около 138 тысяч копий игры.

## Другие произведения
Одновременно с выходом Persona 4 Atlus так же выпустила разнообразную сопутствующую продукцию, такую как фигурки героев, игрушки и косплейные костюмы. Совместно с японской издательской компанией Enterbrain были выпущены два гайда по игре, артбук, подробно описывающий персонажей и демонстрирующий разработку дизайна игры, а также фанбук Persona Club P4, в который вошёл как официальный арт и интервью с разработчиками, так и фанарт. Большинство из этой продукции вышло только в пределах Японии. Компания Alter выпустила фигурки в масштабе 1/8 Юкико Амаги, а также Тэдди и Рисэ Кудзикавы.

### Манга
По Persona 4 так же была создана манга. Она была нарисована тем же мангакой, что и манга предыдущей игры — Сюдзи Согабэ. Манга печатается в журнале Dengeki Black Maoh с 19 сентября 2008 года. Первый танкобон был издан 26 сентября 2009 года и на 20 октября 2011 года вышло уже 5 томов. Всего было выпущено 13 томов, последний из которых вышел 27 марта 2019 года.
7 ноября 2011 года начал выход спин-офф манги в Persona Magazine.

### Аниме
Студией AIC A.S.T.A. был снят аниме-сериал. Его режиссёром выступил Сэйдзи Киси. Основных персонажей озвучивают те же сэйю, что и в игре: Дайсукэ Намикава (главный герой, получивший в сериале имя Ю Наруками), Сётаро Морикубо (Ёсукэ Ханамура), Юи Хориэ (Тиэ Сатонака) и Ами Косимидзу (Юкико Амаги).
Показ сериала начался в Японии в системе вещания MBS 7 октября 2011 года. 23 ноября 2011 года Aniplex начал издание сериала на DVD и Blu-ray, выпустив первый диск, включавший режиссёрскую версию первой серии и бонусный CD-сингл с начальной и завершающей музыкальными темами. Последующие диски содержали по три серии и CD-синглы. Второй DVD вышел 21 декабря 2011 года. Продажи первого Blu-ray диска в 2011 году составили 27 951 копий. Аниме было также лицензировано в Северной Америке компанией Sentai Filmworks для издания на Blu-ray и DVD. Выход лицензии планируется в 2012 году.

### Файтинг
Файтинговое продолжение игры Persona 4: The Ultimate in Mayonaka Arena должно выйти в 2012 году. Для игры будут доступны так же и часть персонажей Persona 3. Среди них Айгис, Мицуру и Акихико. Сюжет игры имеет место спустя два месяца после «Истинного конца» оригинала, Исследовательская команда принимает участие в боевом турнире P-1 Grand Prix, организованном Тэдди. Разработкой игры занимается Arc System Works.

## Реакция публики
Persona 4 была хорошо принята критиками как в самой Японии, так и за её пределами. За первую неделю продаж было раскуплено 193 000 копий на территории Японии, а в Северной Америке игра две недели занимала первое место по продажам среди игр для PlayStation 2 на сайте Amazon.com. На территории Северной Америки к диску с игрой прилагался диск с саундтреком, включавшим лишь избранные композиции из оригинального саундтрек-альбома, вышедшего в Японии. Эксклюзивно онлайн-магазин Amazon.com продавал вариант Persona 4 «Social Link Expansion Pack», в который входили дополнительный диск с саундтреком, футболкой, календарём на 2009 год и плюшевую игрушку Тэдди. Persona 4 была награждена «PlayStation 2 Game Prize» Famitsu в 2008 году, в результате голосования читателей Famitsu. Так же игра была названа CESA одной из игр года, получивших награду за совершенство (англ. Games of the Year Award of Excellence) на Japan Game Awards 2009 года. Награда была вручена за «высокое качество работы», «превосходную историю, автоматически генерируемые подземелья и восхитительную музыку».

### Критика
| Сводный рейтинг       | Сводный рейтинг               |
| Агрегатор             | Оценка                        |
| --------------------- | ----------------------------- |
| GameRankings          | PS2: 92,28 % PS Vita: 94,16 % |
| Metacritic            | 90/100 (47 обзоров)           |
| Иноязычные издания    |                               |
| Издание               | Оценка                        |
| 1UP.com               | A+                            |
| Edge                  | 9/10                          |
| Famitsu               | 33/40                         |
| GamePro               | 5/5                           |
| GameSpot              | 9,0                           |
| GameTrailers          | 9,3/10                        |
| GameZone              | 8,7/10                        |
| IGN                   | 9,0                           |
| X-Play                | 4 из 5                        |
| Wired                 | 10/10                         |
| GameStats             | 9,1/10 (41 обзор)             |
| Русскоязычные издания |                               |
| Издание               | Оценка                        |
| PlayGround.ru         | 9/10                          |
| «Страна игр»          | 9,5                           |

После выхода игры Persona 4 получила много высоких оценок от критиков. На сайте Metacritic её общий балл составил 90/100, основанный на 47 обзорах. В журнале Famitsu было указано, что несмотря на то, что «в игре не появилось много нового по сравнению с предыдущей», изменения в боевой системе, благодаря которым битвы проходят быстро, так что это не надоедает, и возможность управлять сопартийцами «делают игру легче». IGN, напротив, замечает, что некоторые моменты можно было бы затянуть, а «некоторые вещи изменили своё значение или оказались неизменными с предыдущих игр», в то же время превознося игру как «развитие РПГ-серии и вечную классику». Он также замечает, что саундтрек может показаться «немного повторяющимся». Наталья Одинцова, автор «Страны игр», указывает, что игра оказалась ещё более удачным сочетанием RPG и симулятора, чем предыдущая. В то же время отмечается не только прекрасный сюжет, расширение возможностей занятий персонажа и наличие множества квестов, но и «бедность графики». Обозреватель RPGFan Райн Маттич рекомендовал Persona 4 как «одну из лучших RPG-игр года», ничего не имеющего общего с «банальными сиквелами и бездушными ремейками», игра «практически безупречный пример баланса между „отступлением к тому, что уже срабатывало“ и „продвижением нового в жанре“». Эндрю Фитч с сайта 1UP.com описал Persona 4 как «одну из самых лучших эпических RPG десятилетия», хотя и раскритиковал «незначительные проблемы с загрузкой» и время, проведённое за ожиданием, когда сюжет наконец сдвинется с места. Сайт GameTrailers оценил игру на 9,3 баллов, отметив, что это исключение для японских ролевых игр, и что игра сильно отличается в ряду других игр жанра, даже от её предшественницы, Persona 3. Wired указал, что хоть графику игры и не сравнить с играми на Xbox 360 или PlayStation 3, художественный стиль игры перекрывает это. В обзоре также превозносился саундтрек игры, как «превосходный», особенно отмечалась музыка в бою. Евгений Закиров в обзоре для «Страны игр» так же отмечает изменение графики в сравнении с предыдущей частью: большее количество крупных планов, проработанность деталей, хотя и почти не изменившиеся модели персонажей и спецэффекты. Впрочем, в результате «локации и герои выглядят наряднее и живее». Музыка тоже стала «заметно лучше», хотя во многом повторяет саундтрек предыдущей игры. Противоположное мнение о графике игры озвучивает статья в «Мире фантастики», отмечая «буйство красок» и «дизайн „неотёсанных деревенщин, стриженых под горшок“», которые компенсировали только хорошие сюжет и геймплей.
Симуляторная часть игры сравнивалась с такими сериями игр как The Sims и Princess Maker.
Мир игры вызвал смешанную реакцию. IGN назвал Persona 4 «детективная мистическая история на фоне знакомых элементов Persona 3», и хотя эта часть добавляет «интересный поворот» к исследованию подземелий и социальному симулятору, она так же заставляет сюжет «замедляться или страдать». Тим Хендерсон из журнала Hyper похвалил игру за «сознательное украшательство абсурдных городских легенд и других идей с такой обоснованной логичностью, что в результате всё вместе стало непоколебимо связано». Впрочем, в то же время он раскритиковал медленное развитие сюжета и ощущение «недостатка тщательно проработанных эпизодов». 1UP.com назвал Persona 4 «стильной детективной историей», сравнив с приключениями Скуби-Ду в небольшом городке. Истории, связанные с социальными связями, в журнале «Страна игр» были охарактеризованы как «ненадуманные», от которых «не тянет отмахнуться и обозвать набором клише».
Игра поднимает более взрослые темы, чем Persona 3. «Существенная часть сюжета крутится вокруг сексуальных тем», как охарактеризовал обозреватель RPGFan Райан Маттич. Очень много внимания критиками было уделено Кандзи, сочтённого одним из первых персонажей в популярных компьютерных играх, запутавшихся в своей сексуальной ориентации, а Atlus удостоился похвал за включение такого героя. Atlus сообщил, что они намеренно оставили ориентацию Кандзи под вопросом на усмотрение игрока. Согласна доктору Антонии Леви, автору Samurai from Outer Space: Understanding Japanese Animation, вопрос о сексуальной ориентации Кандзи в сюжете «указывает на гомосексуальность с сильнейшим японским социальным контекстом», в котором «представление о „каминг-ауте“ видится нежелательным… так как при этом обязательно приходится занять позицию против уклада жизни и ценностей большинства». Бренда Братвайт, автор Sex in Video Games, несмотря на то, что «было бы удивительно, если бы они сделали конкретное указание, что [Кандзи] гей», но в прочем была «взволнована» с тем, как был представлен в игре персонаж и его «внутренние схватки и взаимодействие с друзьями».